# Хайгл, Кэтрин
Кэ́трин Мари́ Хайгл (англ. Katherine Marie Heigl [ˈkæθ(ə)ɹɪn mə.ˈɹiː ˈhaɪɡəl]; род. 24 ноября 1978, Вашингтон, округ Колумбия, США) — американская актриса кино и телевидения, продюсер и бывшая фотомодель. Наиболее известна по роли Иззи Стивенс в телесериале «Анатомия страсти» (2005—2010). Хайгл также исполнила главные роли в фильмах «Мой отец — герой» (1994), «Немножко беременна» (2007), «27 свадеб» (2008), «Голая правда» (2009), «Киллеры» (2010), «Жизнь, как она есть» (2010) и «Старый Новый год» (2011).

## Ранняя жизнь
Кэтрин Мари Хайгл родилась в Вашингтоне (округ Колумбия). Отец актрисы Пол Хайгл — финансовый директор, а мать, Нэнси Хайгл — менеджер по персоналу. У неё есть сестра, которую родители удочерили за несколько лет до рождения актрисы. Кэтрин имеет немецкие по отцовской и ирландские корни по материнской линиям, и была воспитана в Церкви Иисуса Христа Святых последних дней. Получила строгое религиозное воспитание: её предки исповедуют учение мормонов. Окончила New Canaan High School в 1996 году, играла в средней школе на виолончели. В 1986 году в автомобильной катастрофе погиб старший брат Джейсон.

## Карьера

### Начало карьеры: 1986—1998
Хайгл начала работать как модель в 9 лет, с лёгкой руки тёти, которая использовала фото племянницы для рекламы средства по уходу за волосами собственного производства. Позже родители Хайгл отправили её фото в несколько модельных агентств, и совсем скоро их дочь уже рекламировала сухие завтраки «Cheerios».
Дебютом в кино стала роль Кэтрин в фильме 1992 года «Той самой ночью» (с Джульетт Льюис и Элайзой Душку), где её заметил Стивен Содерберг и пригласил на небольшую роль в картину «Царь горы». В 1994 году обошла Алисию Сильверстоун и получила роль в фильме «Мой отец — герой», фильм об отношениях отца и дочери-подростка. За этот фильм Кэтрин была номинирована на кинопремию «Young Hollywood Awards / Молодой Голливуд» за лучшую женскую роль в кинофильме. Позже следует роль племянницы героя Стивена Сигала в фильме «В осаде 2», ради которой она отказалась от «Хакеров» (эту роль получила Анжелина Джоли).
Развод родителей и окончание школы в 1996 году не позволили ей много времени уделять кинокарьере, Хайгл в основном работала как модель и снималась для молодёжных журналов, таких как «Seventeen». Но один фильм с её участием все же вышел в том году — это «Загадай желание», девчачья диснеевская комедия о жизни двух сестёр, совершенно друг на друга не похожих, которые в один прекрасный день меняются телами.
В 1997 году Кэтрин с матерью переехали в Лос-Анджелес, что позволило сосредоточиться на кино, и как это часто бывает, мать стала менеджером и взяла карьеру дочери в свои руки. В том году вышли «Stand-Ins» и красивый фильм европейского производства о временах Короля Артура и рыцарей круглого стола «Принц Вэлиант», где Кэти сыграла роль принцессы Айлин, дочери короля Артура и возлюбленной Вэлианта. В следующем году на ТВ-экраны вышел фильм «The Tempest» о мужчине, который вынужден с дочерью бежать из собственного дома из-за покровительства рабам. Также в 1998 году вышли два «ужастика» — «Невеста Чаки» и «Bug Buster». «Невеста Чаки» — продолжение фильма о кукле-убийце собирает в прокате более 50 млн дол.

### Восхождение к славе: 1999—2004
Первую широкую известность ей принесла роль в сериале «Город пришельцев» (1999) (номинация на премию «Сатурн»). Кэтрин пробовалась на все три женские роли, в итоге получила роль инопланетянки Изабель Эванс, её фото стали украшать обложки таких журналов «TV Guide», «Maxim» и «Teen». На съёмочной площадке «Города пришельцев» у Кэти завязался роман с Джейсоном Бером. В период работы над «Городом пришельцев» Кэтрин сыграла небольшие роли в «100 девчонок и одна в лифте» и «День святого Валентина» по рассказу Тома Саважа, в этом фильме Кэти исполнила роль студентки мед. академии, которую в начале фильма убивает маньяк (Дэвид Борианаз).
Сезон 2000/2001 для сериала «Город пришельцев» стал последним на канале WB, однако канал UPN спас сериал, и 9 октября 2001 года начался третий сезон сериала на экранах США. В 2001 году Кэтрин приняла участие в съёмках фильма «Ground Zero», основанного на бестселлере Джеймса Миллса «Седьмая власть». Фильм рассказывает о студентах-физиках, которые создают ядерную бомбу. Но в связи с событиями 11 сентября 2001 года выход фильма отложили. Он появился только в 2003 году под названием «Критическая масса». «Город пришельцев» из-за низких рейтингов закрыли окончательно в 2002 году. Кэтрин появилась в эпизоде сериала «Сумеречная зона», где сыграла роль няни Гитлера.
В 2003 году за главную роль в телефильме «Любовь приходит тихо» (на канале Hallmark Entertainment) Кэтрин получила награду Character and Morality in Entertainment. В том же году на ТВ вышли фильм «Evil Never Dies», фильм «Descendant» (минуя большие экраны — сразу на DVD) по мотивам рассказа Эдгара Аллана По «Падение дома Ашеров» и MTVишная версия «Грозового перевала» (Wuthering Heights) с Эрикой Кристенсен по роману Эмили Бронте.
В 2004 году Хайгл отправилась в Техас на съёмки комедии об Олимпийских играх для инвалидов «Звонящий», несмотря на тему, фильм получился очень добрым (премьера состоялась лишь 23 декабря 2005 года, в прокате фильм собрал около 40 млн дол.). В том же году на ТВ вышло продолжение «Любовь приходит тихо» — «Завет любви» (2004). Становится известно о новых проектах «Девятый пассажир» и «Zzyzzx Rd.», после долгого затишья «Zzyzzx Rd.» всё же вышел на DVD в 2006 году, а триллер «Девятый пассажир» вышел в 2018 году, но без Хайгл. В 2005 году на ABC вышел фильм «Роми и Мишель в начале пути», приквел известного фильма «Роми и Мишель на встрече выпускников» с Лизой Кудроу.

### Прорыв и успех: 2005—2012

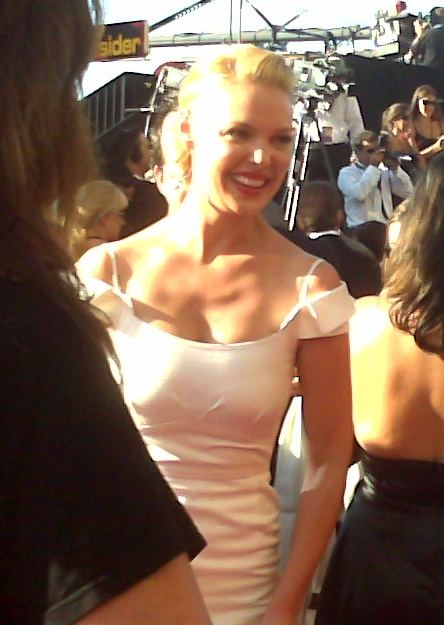
Хайгл на вручении премии «Эмми»

В 2005 году Хайгл получила одну из главных ролей в сериале канала ABC «Анатомия страсти». Хотя шоу планировалось как замена в середине сезона, оно в конечном счете быстро стало одним из самых успешных сериалов на телевидении. В том же году Хайгл исполнила главную роль в независимом фильме «Побочные эффекты», рассказывающем о девушке, которая делает карьеру в фармацевтической индустрии. Этот фильм стал продюсерским дебютом актрисы.
Летом 2006 года состоялась премьера романтической комедии «Кофейня» («Caffeine»), фильм был представлен на New England Film Festival. До сентября ходили слухи о том, что Кэтрин не появится в новом сезоне «Анатомии страсти», возможно, потому что всё лето Кэтрин провела на съёмках фильма «Немножко беременна», однако премьера нового третьего сезона сериала развеяла сомнения, Кэтрин по-прежнему еженедельно появлялась в роли Иззи Стивенс. Мировая премьера «Немножко беременна» состоялась 1 июня 2007 года (в РФ — 16 июля 2007 года). Фильм прошёл с успехом в кинотеатрах США и окупился в первую неделю проката, в целом в мире фильм собрал более 175 млн. $, а также получил положительные отзывы критиков. За эту роль Хайгл была номинирована на Премию «Империя» за лучшую женскую роль, MTV Movie Award за лучшую женскую роль, Премия «Спутник» за лучшую женскую роль — комедия или мюзикл, Teen Choice Award за лучшую женскую роль в комедии и St. Louis Gateway Film Critics Association за лучшую женскую роль.
16 сентября 2007 года Хайгл получила премию «Эмми» в категории «Лучшая актриса второго плана в драматическом телесериале» за роль Иззи Стивенс. Также эта роль принесла ей две номинации на премию «Золотой глобус» за лучшую женскую роль второго плана — мини-сериал, телесериал или телефильм в 2007 и 2008 годах. Всё лето 2007 года Хайгл провела на съёмках романтической комедии «27 свадеб», где её партнёром по фильму стал Джеймс Марсден. Премьера в США состоялась 10 января 2008 года, в РФ же фильм появился на два месяца позже 20 марта 2008 года. Кроме того в конце июля она приступила к съёмкам уже в 4-м сезоне сериала «Анатомия страсти». После свадебного путешествия в начале января 2008 года, она отправилась в промотур в поддержку своего фильма «27 свадеб». В том же году она была названа «Самой желанной женщиной».
В 2009 году она сыграла главную роль в коммерчески успешном фильме «Голая правда» за которую была номинирована на Премию «Спутник» за лучшую женскую роль — комедия или мюзикл и Teen Choice Award за лучшую женскую роль в комедии. Год спустя снялась в фильмах «Киллеры» и «Жизнь, как она есть».

### Спад карьеры: 2012 — настоящее время
В 2012 года Хайгл снялась в фильме «Очень опасная штучка». Фильм является экранизацией первого из 25 романов про охотницу за головами Стефани Плам. Актриса получила за участие в съёмках самый большой гонорар в своей карьере — 15 млн долларов при бюджете в 40 млн. Студия Lionsgate планировала снять целую череду сиквелов, поскольку серия романов о Плам считалась в США большим бестселлером, но неожиданно фильм провалился в прокате, не окупив даже свой бюджет. После этого карьера Хайгл резко пошла на спад. Почти все дальнейшие фильмы с её участием не имели коммерческого успеха (Большая свадьба, Джеки и Райан) либо получали смешанные отзывы от зрителей и критиков (Наваждение (фильм, 2017). 
После 2012 года Хайгл перестали номинировать на престижные премии вроде Золотого глобуса и Эмми. Теперь она стала частым претендентом исключительно на получение Золотой малины. Также Хайгл не удалось повторно закрепиться и на телевидении. Все сериалы с её участием после 2012 года просуществовали на телевидение не больше одного сезона. Это политический триллер Положение дел и юридическая драма Сомнение (телесериал). Последний фильм с участием актрисы Девушка, которая боялась дождя вышел в 2021 году и также провалился в прокате, получив средние отзывы от критиков и зрителей.

## Личная жизнь
23 декабря 2007 года, после двух лет отношений, Хайгл вышла замуж за певца Джоша Келли, с которым познакомилась на съёмках его музыкального видео «Only You».
В сентябре 2009 года пара удочерила девочку из Южной Кореи, Нэнси Ли «Нэли», где также родилась сестра Хайгл, Мег. Девочка родилась с пороком сердца и перенесла операцию на открытом сердце перед тем, как покинула Корею. 
В апреле 2012 года Хайгл и Келли удочерили второго ребёнка - девочку из США Аделаиду Мари Хоуп.. 
В июне 2016 года стало известно, что супруги ожидают рождения мальчика. Их сын Джошуа Бишоп Келли-младший родился 20 декабря 2016 года.
Крёстный отец детей Хайгл — её близкий друг и бывший коллега по сериалу «Анатомия страсти», актёр Т. Р. Найт.

## Фильмография
| Год       |    | Русское название               | Оригинальное название              | Роль                        |
| --------- | -- | ------------------------------ | ---------------------------------- | --------------------------- |
| 1992      | ф  | Той самой ночью                | That Night                         | Кэтрин                      |
| 1993      | ф  | Царь горы                      | King of the Hill                   | Кристина Себастьян          |
| 1994      | ф  | Мой отец — герой               | My Father The Hero                 | Николь                      |
| 1995      | ф  | В осаде 2: Тёмная территория   | Under Siege 2: Dark Territory      | Сара Райбек                 |
| 1996      | тф | Загадай желание                | Wish Upon a Star                   | Алексия «Элли» Уитон        |
| 1997      | ф  | Принц Вэлиант                  | Prince Valiant                     | принцесса Айлин             |
| 1997      | ф  | Дублёрши                       | Stand-ins                          | Тэффи                       |
| 1998      | ф  | Невеста Чаки                   | Bride of Chucky                    | Джейд                       |
| 1998      | тф | Вызывающий бурю                | The Tempest                        | Миранда Проспер             |
| 1998      | ф  | Атака насекомых                | Bug Buster                         | Шэрон Гриффин               |
| 1999—2002 | с  | Город пришельцев               | Roswell                            | Изабелла Эванс              |
| 2000      | ф  | 100 девчонок и одна в лифте    | 100 Girls                          | Арлин                       |
| 2001      | ф  | День святого Валентина         | Valentine                          | Шелли Фишер                 |
| 2002      | с  | Сумеречная зона                | The Twilight Zonel                 | Андреа Коллинз              |
| 2002      | тф | Критическая масса              | Critical Assembly                  | Эйзи Хейуорд                |
| 2003      | тф | Любовь приходит тихо           | Love Comes Softly                  | Марти Кларидж               |
| 2003      | тф | Зло бессмертно                 | Evil Never Dies                    | Ив                          |
| 2003      | ф  | Тень во мраке                  | Descendant                         | Энн Хеджроу / Эмили Хеджроу |
| 2003      | тф | Грозовой перевал               | Wuthering Heights                  | Изабель Линтон              |
| 2003      | тф | Детектив из Лас-Вегаса         | Vegas Dick                         | Мэделин                     |
| 2004      | тф | Завет любви                    | Love’s Enduring Promise            | Марти Кларидж               |
| 2005      | тф | Роми и Мишель: в начале пути   | Romy and Michele: In the Beginning | Роми Уайт                   |
| 2005      | ф  | Побочные эффекты               | Side Effects                       | Карли Херт                  |
| 2005      | ф  | Симулянт                       | The Ringer                         | Линн Шеридан                |
| 2005—2010 | с  | Анатомия страсти               | Grey’s Anatomy                     | доктор Иззи Стивенс         |
| 2006      | ф  | Путь Зизикс                    | Zyzzyx Road                        | Марисса                     |
| 2006      | ф  | Кофейня                        | Caffeine                           | Лора                        |
| 2007      | ф  | Немножко беременна             | Knocked Up                         | Элисон Скотт                |
| 2008      | ф  | 27 свадеб                      | 27 Dresses                         | Джейн Николс                |
| 2009      | ф  | Голая правда                   | The Ugly Truth                     | Эбби Рихтер                 |
| 2010      | ф  | Киллеры                        | Killers                            | Джен                        |
| 2010      | ф  | Жизнь, как она есть            | Life as We Know It                 | Холли Беренсон              |
| 2011      | ф  | Старый Новый год               | New Year’s Eve                     | Лора                        |
| 2012      | ф  | Очень опасная штучка           | One for the Money                  | Стефани Плам                |
| 2013      | ф  | Большая свадьба                | The Big Wedding                    | Лайла Гриффин               |
| 2014      | мф | Реальная белка                 | The Nut Job                        | Энди                        |
| 2014      | ф  | Джеки и Райан                  | Jackie & Ryan                      | Джеки                       |
| 2014—2015 | с  | Положение дел                  | State of Affairs                   | Чарльстон Уитни Такер       |
| 2015      | ф  | Север ада                      | Home Sweet Hell                    | Мона Шампань                |
| 2015      | ф  | Свадьба Дженни                 | Jenny’s Wedding                    | Дженни                      |
| 2017      | ф  | Наваждение                     | Unforgettable                      | Тесса Конновер              |
| 2017      | с  | Сомнение                       | Doubt                              | Сейди Эллис                 |
| 2017      | мф | Реальная белка 2               | The Nut Job 2                      | Энди                        |
| 2018—2019 | с  | Форс-мажоры                    | Suits                              | Саманта Уилер               |
| 2019      | с  | —                              | Our House                          | н/д                         |
| 2021      | с  | Улица Светлячков               | Firefly Lane                       | Талли Харт                  |
| 2021      | ф  | Девушка, которая боялась дождя | Fear of Rain                       | Мишель Берроуз              |
| 2025      | ф  | Это любовь!                    | That's Amore!                      | Пэтти Аморе                 |

## Награды и номинации
| Награда                        | Год  | Категория                                                                    | Название работы      | Результат |
| ------------------------------ | ---- | ---------------------------------------------------------------------------- | -------------------- | --------- |
| Золотой глобус                 | 2007 | Лучшая женская роль второго плана в мини-сериале, телесериале или телефильме | Анатомия страсти     | Номинация |
| Золотой глобус                 | 2008 | Лучшая женская роль второго плана в мини-сериале, телесериале или телефильме | Анатомия страсти     | Номинация |
| Эмми                           | 2007 | Лучшая женская роль второго плана в телесериале                              | Анатомия страсти     | Победа    |
| Премия Гильдии киноактёров США | 2006 | Лучший актёрский состав в драматическом сериале                              | Анатомия страсти     | Номинация |
| Премия Гильдии киноактёров США | 2007 | Лучший актёрский состав в драматическом сериале                              | Анатомия страсти     | Победа    |
| Премия Гильдии киноактёров США | 2008 | Лучший актёрский состав в драматическом сериале                              | Анатомия страсти     | Номинация |
| Спутник                        | 2006 | Лучший актёрский состав в телесериале                                        | Анатомия страсти     | Победа    |
| Спутник                        | 2007 | Лучшая женская роль в кинофильме                                             | Немножко беременна   | Номинация |
| Спутник                        | 2009 | Лучшая женская роль в кинофильме                                             | Голая правда         | Номинация |
| Сатурн                         | 2001 | Лучшая телеактриса второго плана                                             | Город пришельцев     | Номинация |
| Золотая малина                 | 2013 | Худшая женская роль                                                          | Очень опасная штучка | Номинация |
| Золотая малина                 | 2014 | Худшая женская роль второго плана                                            | Большая свадьба      | Номинация |
| Золотая малина                 | 2016 | Худшая женская роль                                                          | Север ада            | Номинация |
| Золотая малина                 | 2018 | Худшая женская роль                                                          | Наваждение           | Номинация |